# Буранбай
«Буранбай» — известная историческая башкирская народная песня узун-кюй.

## История
Возникновение песни и преданий о Буранбае связывается с народным певцом-импровизатором, кураистом Буранбаем Кутусовым (Буранбай Яркей-сэсэна), бывшим юртовым старшиной 6-го Башкирского кантона (ныне д. Старый Сибай Баймакского района Республики Башкортостан).
По одной версии Буранбай растратил общественные деньги и был сослан в Сибирь. По другой — он придумал, что необходимо собрать войско из башкир, с тех, кто не желает идти в поход, он брал взятки. По жалобе башкир был арестован и сослан в Сибирь. Бежал из ссылки, был пойман и вновь сослан. Во время бегства сочинил песню «Буранбай».
В песне описываются события из жизни Кутусова, который по ложному обвинению с сослуживцем Айсуаком Ибрагимовым был сослан в 1820 году в Сибирь.
Народная песня «Буранбай» записывалась в разное время в местах проживания башкир фольклористами С. Г. Рыбаковым, М. А. Бурангуловым, Г. С. Альмухаметовым, С. Х. Габяши, А. С. Ключарёвым, И. В. Салтыковым, К. Ю. Рахимовым, Л. Н. Лебединским, Ф. Х. Камаевым.
Обработками песни занимались композиторы Х. Ф. Ахметов, М. М. Валеев, К. Ю. Рахимов. Напев песни орнаментирован, с большим диапазоном (две с лишним октавы).

## Исполнители
Исполнителями песни были певцы М. Хисматуллин, И. Султанбаев, А. Султанов, С. Абдуллин, Ф. Кильдиярова, М. Гайнетдинов.

## Использование мелодии
Мелодия песни «Буранбай» использована в сюите для скрипки и фортепиано Ахметова (1940) и в балете «Журавлиная песнь» Л. Б. Степанова (1944).